# Kistapolca
Kistapolca – wieś i gmina w południowej części Węgier, w pobliżu miasta Siklós, niedaleko granicy chorwackiej. Administracyjnie Kistapolca należy do powiatu Siklós, wchodzącego w skład komitatu Baranya i jest jedną z 53 gmin tego powiatu.

## Historia
Nazwa Kistapolca po raz pierwszy została wymieniona w 1904.

## Zabytki
- Kaplica z 1783.